# 오죽장
오죽장이란 죽세공예장으로, 대나무를 이용하여 생활용품이나 고급 가구를 만드는 사람을 말한다.

## 문화재정보
오죽장 烏竹匠
- 지정번호: 서울특별시 무형문화재 제15호

- 지정연월일: 1996년 12월 31일

- 보 유 자: 윤병훈(尹炳勳)

- 전 승 지: 서울특별시 성봉구 응봉동 265-73

오죽장이란 죽세공예장으로, 대나무를 이용하여 생활용품이나 고급 가구를 만드는 사람을 말한다.
우리나라에는 왕죽(王竹, 참대)·분죽〔淡竹, 솜대〕·오죽·신어리대·산죽(山竹) 등 여러 종의 대가 있는데, 그 중에서도 오죽을 많이 사용하였다. 오죽은 소상반죽(瀟湘班竹)이라 하여 고사가 있으며 색채가 아름답고 윤기가 있으며, 다른 대에 비하여 질이 좋다고 한다. 반죽은 자연산과 인공으로 만든 두 가지가 있는데 인공으로 만든 문양에 대해서 ≪임원십육지(林園十六志)≫에서는 반죽무늬가 나타나는 점반죽법(點班竹法)에 대해 설명하고 있다. 《경국대전(經國大典)》에는 공조(工曹)에 2명, 선공감(繕工監)에 20명의 죽장(竹匠)이 있다고 하였다. 죽세공도 그 물건의 종류에 따라 명칭이 달랐다. 대나무 상자를 만드는 사람을 상자장(箱子匠), 대나무 발을 만드는 사람을 염장(簾匠), 대 바디를 만드는 사람을 성장(筬匠), 대빗을 만드는 사람을 죽소장(竹梳匠), 그밖에 변비장·초립장·양태장 등이 있다.
대나무에 대한 야사로는 포은(圃隱) 정몽주(鄭夢周)가 선죽교에서 살해된 뒤 그 자리에서 대나무가 자랐으며, 충정공(忠正公) 민영환(閔泳煥)이 자결한 마루에서 대가 솟아 나왔으며, 또 효열비각 주변에서도 오죽이 둘러 있는데 모두 충절(忠節)과 정절(貞節)의 상징을 나타내고 있다.
오죽은 일본에서는 흑죽(黑竹), 중국에서는 자죽(紫竹)이라고도 하며, 산지는 주로 남부지방이다. 크기는 80∼150cm가 넘는 것도 있으며, 지름은 4mm에서 5cm가 넘는 것도 있다. 성장기간은 1년인데 녹색으로 자라다가 해를 더할수록 색의 진하기와 선명도가 더해지고 단단하고 윤기가 많아진다. 최소한 5년 이상 된 대나무를 베어다가 5년 이상 건조시켜 죽장에 쓰고, 통째로 쓸 수 있는 것은 10년 이상 건조시킨 것을 사용해야 오랜시간 쓸 수 있다.
대나무 선별은 용도ㆍ색채ㆍ굵기에 따라 선별하며, 속대(내피) 가공은 중간 속대를 뜨며 작품 용도에 따라 0.2∼0.7mm 두께로 뜬다. 골재(骨材)는 참죽나무와 소나무로 하고 판재(板材)는 오동나무·향나무·은행나무를 사용하는데 대나무를 붙이기에 적당한 것은 오동나무라고 한다.
백골(白骨)에 대나무를 붙일 때는 깨끗해야 하며 속대를 미리 붙인 판재를 잘써야 하며, 작고 단단한 백골은 직접 짜서 쓰고 복잡하고 큰 것은 백골을 전문으로 하는 소목장에게 주문한다.
접착제는 아교·어교(魚膠)·화공접착제 등과 아교와 어교의 단점을 보완하여 풀을 만들어 쓰기도 한다. 밀랍은 작품을 마무리할 때 문질러 주면 색깔이 선명해진다고 한다.
백골 위에 붙여 만드는 작품〔竹裝〕의 제작과정을 대략하면 다음과 같다.
백골에 도안이 완성되면 대나무를 골라 다듬어 붙이는데 외부에서 내부로 좁혀 들어가면서 붙이는 내입법으로 한다. 대나무를 맞출 때는 틈이 없이 공작칼로 다듬어 맞추며, 붙일 때는 접착제를 뜨겁게 하여 쓴다. 대나무에 풀칠을 하고 밀리지 않게 못이나 침핀으로 옆에 박아 구부려 눌러 주며 최소한 5시간 이상 고정시켜 주어야 한다. 마무리 작업으로 아교를 닦아내고 물기가 마른 후 마무리 속대를 붙여야 할 곳을 붙이고 밀랍을 칠해 준다.
문양의 종류는 길상(吉祥) 문양을 비롯해서 자문(字紋, 불교에서 시작된 문자로 功德圓滿·吉祥萬德 등)·박쥐문(장수와 多男 상징)·나비(움직이는 동작표현)·목단(부귀상징)·새(둥지를 찾아드는 형상)·회문(回紋)·무궁화·좌호(坐虎)·환희(歡喜)·이상(理想, 색채로 나타내는 추상기법)·사랑·기하문 등을 사용한다.
제작공구는 칼(할죽칼·공작칼·아교제거칼 등)·숫돌·가위·핀셋·못빼기·망치·아교솔·죕쇠·대나무·재단자·대못자르개·정밀재개·기계송곳·넓이조정기·내피 자르는 작두·연마기·원마기(통대 갈아내기)·작업 받침대·대못 정리기 등이 사용된다.
최근 죽세공예품을 제작하는 장인들의 명맥이 끊어질 위기에 있었으나 다행히 윤병훈이 죽세공예를 스스로 연구하여 옛날의 기법을 재현하여 이어오고 있는 것은 다행한 일이라 하겠다.
 본 문서에는 서울특별시에서 지식공유 프로젝트를 통해 퍼블릭 도메인으로 공개한 저작물을 기초로 작성된 내용이 포함되어 있습니다.